# Изкуствен остров
Изкуствени острови се наричат създадени изцяло или частично по изкуствен начин острови в морето или във вътрешен воден басейн. Размерите им могат да варират от минималните необходими, за да поемат например една колона до възможността върху тях да бъдат изградени цели градове. Могат да се изградят с натрупването на почва, камъни, пясък и други или чрез отделянето на части от сушата посредством строителство на канали, отделящи ги от останалата суша. Изкуствените острови нямат статут на острови и не притежават съответните юридически характеристики като континентален шелф и икономически зони.

## Цели и начини на създаване
Първите изкуствени острови са създадени като дървени или каменни структури, които са изградени в равни водни басейни. Съвремените изкуствени острови са получени основно чрез създаване на нова суша. При това често става въпрос за разширение на съществуващи острови с търговски и военни цели.
Изкуствени острови се създават и чрез отделяне на част от сушата, например чрез канали както Донауинзел във Виена или например при строителство на язовирни стени, при което със заливането на сушата, включена в изкуственото езеро, част от високоразположените части на сушата могат да останат като острови в акваторията на язовира. Такъв е случаят с един от най-големите изкуствени острови на английски: René-Levasseur Islan, получен при преграждането на река Маникуаган в Канада. По тази логика, ако бъде изграден проектирания канал в Истамбул, който да съединява Черно море и Мраморно море, по-голямата част от европейската част на Истамбул ще се превърне в изкуствен остров.

## Галерия
- Близък поглед към палмовия остров
- Northstar Island, изкуствен остров за добив на нефт в Beaufort Sea
- The Sealand. Изкуствен остров в Северно море (North Sea).
- Богородица от скалите, изкуствен остров до брега на Черна гора с църква „Света Богородица“.